# Drag the Dirt In
Drag the Dirt In är den andra singeln från Christian Kjellvanders andra studioalbum Faya, utgiven 2005.

## Låtlista
Båda låtarna är skrivna av Christian Kjellvander.
1. "Drag the Dirt In" - 2:57
2. "Dreadful (Isn't It)" - 1:58